# Аменемхет II
Аменемхет II (Nubkhaure Amenemhat) е трети фараон от Дванадесета династия на Древен Египет. Управлява през 1929 – 1895 г. пр.н.е. през периода на Средното царство на Египет.
Син е на царица Неферу III и на фараон Сенусрет I, с когото управлява съвместно през първите две години. Благодарение на успешната политика водена от баща му и натрупаните големи богатства, Аменемхет II управлява повече от три десетилетия практически без да води войни. При неговото царуване държавата просперира и той обръща особено внимание на външната търговия, поддържайки взаимоотношения с финикийците, Крит и Пунт.
При Аменемхет II централизацията на властта започва да отслабва – той позволява на местните управители (номарси) да предават властта си на своите наследници. Въпреки връщането на старата практика на наследствено предавана местна власт, фараонът все още оказвал контрол, а децата на номарсите били изпращани в неговия двор, за да получат обучение.
За разлика от предшествениците си Аменемхет II оставя малко построени паметници.